# Anita Tsoj
Anita Sergejevna Tsoj (Russisch: Анита Серге́евна Цой), geboren Anita Sergejevna Kim (Russisch: Анита Серге́евна Ким) is een Russische zangeres van Koreaanse afkomst.

## Biografie

### Jeugd
Tsojs familie is van Koreaanse afkomst. Haar grootvader vluchtte aan het begin van de jaren twintig van de twintigste eeuw vanuit Korea naar het oosten van de Sovjet-Unie. In 1937 werd hij tijdens de deportatie van Koreanen in de Sovjet-Unie naar Oezbekistan gedeporteerd. Daar werd in 1944 Tsojs moeder geboren. Later verhuisde Tsojs moeder naar Moskou om te studeren aan de Staatsuniversiteit van Moskou.
In 1971 werd Anita Tsoj in Moskou geboren. Haar ouders scheidden wanneer ze slechts twee jaar oud is. Vanaf een jonge leeftijd is Tsoj geïnteresseerd in muziek en volgt viool-, piano-, fluit- en gitaarlessen. In haar jeugd had ze vaak te maken met discriminatie vanwege haar Koreaanse achtergrond.

### Muzikale carrière
Tsoj bracht in 1997 haar eerste album Poljot uit. De muziek op het album was beïnvloed door de muziek van Viktor Tsoi en Kino, waarvan ze groot fan was. Een jaar later, in 1998, komt het album Tsjorny lebed uit.
In tegenstelling tot haar eerdere pop-rockmuziek, besluit Tsoj in 2003 vooral te gaan richten op dancemuziek. Hetzelfde jaar komt haar derde album 1000000 minoet uit. De single haalt de tweede plaats in de hitlijsten.
Tsoj probeerde in 2005 Rusland op het Eurovisiesongfestival te vertegenwoordigen. Dit lukte niet, ze werd met het liedje La-le-lej zevende in de halve finale.
In 2007 brengt Tsoj haar derde album Na vostok uit. Dit gebeurt na jarenlange problemen vanwege piraterij van muziek in Rusland.
In de jaren die volgden bracht Tsoj nog twee albums uit: Tvoja_A in 2011 en Bez vesjtsjej in 2015. Ze speelde in 2010 samen met Ljoebov Kazernovskaja in de opera Sny o vostoke.

## Discografie

### Albums
- Poljot (1997)
- Tsjorny lebed (1998)
- I'll remember you (2000, Engelstalig album)
- 1000000 minoet (2003)
- Na vostok (2007)
- Tvoja_A (2011)
- Bez vesjtsjej (2015)

## Erkenning
In 2003 kreeg Anita Tsoj de titel Geëerd Artiest van Rusland.